# Мультивсесвіт Стріли
Мультивсесвіт Стріли (англ. Arrowverse) — американська медіафраншиза та спільний вигаданий всесвіт, який зосереджений на різних телесеріалах ефіру The CW і вебсеріалах ефіру CW Seed. Серіали було розроблено Грегом Берланті, Марком Гуггенхеймом, Ендрю Крайсбергом, Алі Адлер, Філом Клеммером і Джеффом Джонсом, і засновано на персонажах, які з'являються в публікаціях DC Comics. Спільний всесвіт, так само, як і DC Universe та DC Multiverse у книгах коміксів, було створено шляхом перетину спільних сюжетних елементів, сетингів, акторів і персонажів, які пролягають п'ятьма телесеріалами живої дії та трьома анімаційними серіалами.
Франшиза починається зі «Стріли», заснованій на персонажі Зеленої стріли, що дебютувала у жовтні 2012 року. Її було продовжено «Флешем» 2014 року й анімаційним вебсеріалом «Віксен» 2015 року. Франшизу було далі розширено в січні 2016 року, коли дебютував новий серіал під назвою «Легенди завтрашнього дня» за участю персонажів, які спочатку з'являлися у «Стрілі» та «Флеші». Пізніше того ж року серіал CBS «Супердівчина», вже маючи кросовер зі «Флешем», переїхав на The CW на свій другий сезон, де й залишається досі. Прем'єра п'ятого телесеріалу «Бетжінка» відбудеться восени 2019 року. Другий анімаційний вебсеріал «Борці за свободу: Промінь» було випущено 2017 року за участю Рея Террілла / Променя, котрий зробив живу появу протягом тогорічної кросоверної події «Криза на Землі-Ікс». На додачу до живої дії та вебсеріалів франшиза породила три рекламні пов'язані живі вебсеріали: «Кривава лихоманка», «Хроніки Циско» та «Флеш: Розтягнуті сцени»; випущені 2013, 2016 і 2017 років відповідно. Починаючи з 2014 року, наявна щорічна кросоверна подія, що залучає більшість серіалів живої дії мультивсесвіту Стріли. Крім того, Метт Раян повторив свою роль Джона Константина з серіалу NBC «Константин» у гостьових появах в епізодах «Стріли» та «Легенд завтрашнього дня» до того, як став регулярним персонажем останнього.
Франшиза була успішною, утворивши великий фендом по всьому світу й отримавши позитивні відгуки, критики хвалили теми, послідовності дій, режисування та розробку персонажів.

## Розробка
У січні 2012 року The CW замовили пілот «Стріли», що обертається навколо персонажа Зеленої стріли та розроблена Ендрю Крайсбергом, Грегом Берланті та Марком Гуггенхеймом. Стівена Амелла було обрано на головну роль. Розробляючи серіал, Гуггенхейм виразив, що творча команда хотіла «прокласти [свій] курс, [свою] долю», й уникнути будь-яких прямих з'єднань із серіалом «Таємниці Смолвіля» за участю власної Зеленої Стріли (Джастін Хартлі). У липні 2013 року було анонсовано, що Берланті, Крайсберг і Джефф Джонс створюватимуть телесеріал-спіноф, заснований на Флеші. Персонаж, зіграний актором Грантом Гастіном, повинен був з'явитися у трьох епізодах другого сезону «Стріли», з третім виконанням як таємним пілотом нового серіалу, хоча традиційний пілот натомість було замовлено згодом.
У січні 2015 року CW анонсувала, що анімаційний вебсеріал за участю героїні DC Віксен дебютуватиме на CW Seed наприкінці 2015 року та відбуватиметься у тому ж всесвіті, як і «Стріла» та «Флеш». Амелл і Гастін повторили свої відповідні ролі в серіалі, а персонаж Віксен, очікувалося, також з'явиться вживу у «Флеші» та / або «Стрілі». Наступного місяця було повідомлено, що інший серіал-спіноф, описаний як супергеройське командне шоу, обговорювався The CW щодо можливого випуску в міжсезоння 2015—16 років. Берланті, Крайсберг, Гуггенхейм і Сара Шехтер будуть виконавчими продюсерами потенційного серіалу, який буде headlined кількома повторюваними персонажами «Стріли» та «Флеша». У травні того ж року CW офіційно підтвердили прем'єру «Легенд завтрашнього дня» DC на січень 2016 року. Педовітч пізніше заявив: «Немає наміру на даний момент відгалужувати будь-що інше», щоб додати до всесвіту, хоча після поновлення «Віксен» на другий сезон він сказав: «Сподіваюся, цей персонаж дійсно може відгалузитися, якщо ж ні, може приєднатися як одна з Легенд» у «Легендах завтрашнього дня».
У серпні 2015 року на відео про виробництво першого сезону «Vixen» Гуггенхейм назвав спільний всесвіт серіалів «мультивсесвітом Стріли», що Крайсберг підтвердив як назву, яку для нього використовують продюсери. Всесвіт також було названо ЗМІ як «Flarrowverse», «Берланті-верс» і «телевсесвіт DC». У жовтні додаткова шоуранерка «Стріли» Венді Мерікл розкрила, що продюсери почали мати когось на відстеженні всіх персонажів і сюжетів, які використовуються кожним серіалом, аби переконатися, що все складається, хоча виконавчий продюсер «Флеша» Аарон Гелбінг зазначив у квітні 2016 року, що «іноді розклади не складаються точно… і той матеріал виходить з-під контролю», як-от коли Флеш продемонстрував свої здібності у «Стрілі» того ж місяця, не маючи їх того ж тижня у «Флеші». У серпні 2016 року CW анонсувала анімаційний вебсеріал «Борці за свободу: Промінь» для CW Seed, з наміром узяти актора на роль Реймонда «Променя» Террілла для появи в серіалі живої дії, так само, як і Мері Маккейб / Віксен.
У липні 2018 року було розкрито, що CW розробляє сценарій потенційного серіалу, зосередженому на Бетжінці, з наміром запуску після дебюту персонажа у кросоверній події «Інші світи». Серіал, якщо буде взятий, напише Кароліна Драєс із наміром ефіру 2019 року. У серпні Рубі Роуз було взято на роль Кейт Кейн / Бетжінки. У грудні було анонсовано, що «Криза на нескінченних Землях» буде п'ятим щорічним кросовером після кросоверу «Інші світи». Подальші подробиці пояснюють, що «Криза» триватиме п'ять годин, позначаючи найдовготриваліший кросовер Мультивсесвіту Стріли, й те, що п'ять його частин вийдуть у ефір не послідовними ночами, як із попередніми кросоверами: три у грудні 2019 року, а два натомість у січні 2020. Він також включатиме «Бетжінку» та «Легенд», які не були частинами кросоверу «Інші світи».
У січні 2019 року «Бетжінка» отримав пілотне підбирання (англ. pick-up) від CW. Чотири вже запущені серіали на The CW було підтверджено на подальший сезон протягом телевізійного сезону 2019—2020 років 31 січня 2019. 6 березня 2019 року було анонсовано, що восьмий сезон «Стріли» буде завершальним зі скороченим десятиепізодним сезоном. 7 травня CW замовив «Бетжінку» для серіалу.

## Серіали
| Серіал                    | Сезон       | Сезон       | Кількість епізодів | Дата показу       | Дата показу       | Шоуранер(и)                                              |
| Серіал                    | Сезон       | Сезон       | Кількість епізодів | Прем'єра сезону   | Фінал сезону      | Шоуранер(и)                                              |
| Телесеріали               | Телесеріали | Телесеріали | Телесеріали        | Телесеріали       | Телесеріали       | Телесеріали                                              |
| ------------------------- | ----------- | ----------- | ------------------ | ----------------- | ----------------- | -------------------------------------------------------- |
| Стріла                    |             | 1           | 23                 | 10 жовтня 2012    | 15 травня 2013    | Грег Берланті, Ендрю Крайсберг і Марк Гуггенхайм         |
| Стріла                    |             | 2           | 23                 | 9 жовтня 2013     | 14 травня 2014    | Грег Берланті, Ендрю Крайсберг і Марк Гуггенхайм         |
| Стріла                    |             | 3           | 23                 | 8 жовтня 2014     | 13 травня 2015    | Марк Гуггенхайм                                          |
| Стріла                    |             | 4           | 23                 | 7 жовтня 2015     | 25 травня 2016    | Венді Мерікл і Марк Гуггенхайм                           |
| Стріла                    |             | 5           | 23                 | 5 жовтня 2016     | 24 травня 2017    | Венді Мерікл і Марк Гуггенхайм                           |
| Стріла                    |             | 6           | 23                 | 12 жовтня 2017    | 17 травня 2018    | Грег Берланті, Ендрю Крайсберг і Марк Гуггенхайм         |
| Стріла                    |             | 7           | 22                 | 15 жовтня 2018    | 13 травня 2019    | Бет Шварц                                                |
| Стріла                    |             | 8           | 10                 | 15 травня 2019    | 28 січня 2020     | Марк Гуггенхайм і Бет Шварц                              |
| Флеш                      |             | 1           | 23                 | 7 жовтня 2014     | 19 травня 2015    | Ендрю Крайсберг                                          |
| Флеш                      |             | 2           | 23                 | 6 жовтня 2015     | 24 травня 2016    | Ендрю Крайсберг, Габріель Стентон, Аарон і Тодд Хелбінгі |
| Флеш                      |             | 3           | 23                 | 4 жовтня 2016     | 23 травня 2017    | Аарон і Тодд Хелбінгі, Ендрю Крайсберг                   |
| Флеш                      |             | 4           | 23                 | 10 жовтня 2017    | 22 травня 2018    | Ендрю Крайсберг і Тодд Хелбінг                           |
| Флеш                      |             | 5           | 22                 | 10 жовтня 2018    | 14 травня 2019    | Тодд Хелбінг                                             |
| Флеш                      |             | 6           | 19                 | 8 жовтня 2019     | 12 травня 2020    | Ерік Воліс                                               |
| Флеш                      |             | 7           | 18                 | 2 березня 2021    | 20 липня 2021     | Ерік Воліс                                               |
| Флеш                      |             | 8           | 20                 | 16 листопада 2021 | 29 червня 2022    | Ерік Воліс                                               |
| Флеш                      |             | 9           | 13                 | 8 лютого 2023     | 24 травня 2023    | Ерік Воліс                                               |
| Константин                |             | 1           | 13                 | 24 жовтня 2014    | 13 лютого 2015    | Ніл Маршалл                                              |
| Супердівчина              |             | 1           | 20                 | 26 жовтня 2015    | 18 квітня 2016    | Грег Берланті, Елісон Адлі, Ендрю Крайсберг, Сара Шечтер |
| Супердівчина              |             | 2           | 22                 | 10 жовтня 2016    | 22 травня 2017    | Грег Берланті, Елісон Адлі, Ендрю Крайсберг, Сара Шечтер |
| Супердівчина              |             | 3           | 23                 | 9 жовтня 2017     | 18 червня 2018    | Ендрю Крайсберг, Джессіка Квеллер і Роберт Ровнер        |
| Супердівчина              |             | 4           | 22                 | 14 жовтня 2018    | 21 травня 2019    | Джессіка Квеллер і Роберт Ровнер                         |
| Супердівчина              |             | 5           | 19                 | 6 жовтня 2019     | 17 травня 2020    | Джессі Варн і Таунія Маккірнан                           |
| Супердівчина              |             | 6           | 20                 | 31 березня 2021   | 10 листопада 2021 | Джессі Варн і Таунія Маккірнан                           |
| Легенди завтрашнього дня  |             | 1           | 16                 | 21 січня 2016     | 19 травня 2016    | Філ Клеммер і Кріс Федак                                 |
| Легенди завтрашнього дня  |             | 2           | 17                 | 13 жовтня 2016    | 4 квітня 2017     | Філ Клеммер і Кріс Федак                                 |
| Легенди завтрашнього дня  |             | 3           | 18                 | 10 жовтня 2017    | 9 квітня 2018     | Філ Клеммер і Марк Гуггенхайм                            |
| Легенди завтрашнього дня  |             | 4           | 16                 | 22 жовтня 2018    | 22 травня 2019    | Філ Клеммер і Кето Шимідзу                               |
| Легенди завтрашнього дня  |             | 5           | 15                 | 14 січня 2020     | 2 червня 2020     | Філ Клеммер і Кето Шимідзу                               |
| Легенди завтрашнього дня  |             | 6           | 15                 | 2 травня 2021     | 5 вересня 2021    | Філ Клеммер і Кето Шимідзу                               |
| Легенди завтрашнього дня  |             | 7           | 13                 | 13 жовтня 2021    | 2 березня 2022    | Філ Клеммер і Кето Шимідзу                               |
| Чорна блискавка           |             | 1           | 13                 | 16 січня 2018     | 17 квітня 2018    | Мара Брок Акіл і Салім Акіл                              |
| Чорна блискавка           |             | 2           | 16                 | 9 жовтня 2018     | 18 березня 2019   | Мара Брок Акіл і Салім Акіл                              |
| Чорна блискавка           |             | 3           | 16                 | 7 жовтня 2019     | 9 березня 2020    | Мара Брок Акіл і Салім Акіл                              |
| Чорна блискавка           |             | 4           | 13                 | 9 лютого 2021     | 24 травня 2021    | Мара Брок Акіл і Салім Акіл                              |
| Бетвумен                  |             | 1           | 20                 | 9 жовтня 2019     | 17 травня 2020    | Керолайн Дріс                                            |
| Бетвумен                  |             | 2           | 18                 | 18 січня 2021     | 28 червня 2021    | Керолайн Дріс                                            |
| Бетвумен                  |             | 3           | 13                 | 13 жовтня 2021    | 2 березня 2022    | Керолайн Дріс                                            |
| Старґерл                  |             | 1           | 13                 | 18 травня 2020    | 10 серпня 2020    | Джефф Джонс                                              |
| Старґерл                  |             | 2           | 13                 | 10 серпня 2021    | 2 листопада 2021  | Джефф Джонс                                              |
| Старґерл                  |             | 3           | 13                 | 31 серпня 2022    | 7 грудня 2022     | Джефф Джонс                                              |
| Супермен і Лоїс           |             | 1           | 15                 | 24 лютого 2021    | 17 серпня 2021    | Тодд Хелбінг                                             |
| Супермен і Лоїс           |             | 2           | 15                 | 11 січня 2022     | 21 червня 2022    | Тодд Хелбінг                                             |
| Супермен і Лоїс           |             | 3           | 13                 | 14 березня 2023   | 27 червня 2023    | Тодд Хелбінг                                             |
| Супермен і Лоїс           |             | 4           | 10                 | 7 жовтня 2024     | 2 грудня 2024     | Тодд Хелбінг                                             |
| Наомі                     |             | 1           | 13                 | 11 січня 2022     | 10 травня 2022    | Ава Дюверней                                             |
| Анімаційні вебсеріали     |             |             |                    |                   |                   |                                                          |
| Віксен                    |             | 1           | 6                  | 25 квітня 2015    | 29 серпня 2015    | Марк Гуггенхайм і Кето Шимидзу                           |
| Віксен                    |             | 2           | 6                  | 13 жовтня 2016    | 18 листопада 2016 | Марк Гуггенхайм і Кето Шимидзу                           |
| Борці за свободу: Промінь |             | 1           | 6                  | 8 грудня 2017     | 8 грудня 2017     | Грег Берланті і Марк Гуггенхайм                          |
| Борці за свободу: Промінь |             | 2           | 6                  | 18 липня 2018     | 18 липня 2018     | Грег Берланті і Марк Гуггенхайм                          |

### Стріла (2012—2020)
Серіал слідує за Олівером Квіном (Стівен Амелл), мільярдером-плейбоєм Старлінг-сіті, котрий після корабельної аварії провів п'ять років на таємничому острові. Після повернення до Старлінг-сіті він возз'єднується з матір'ю Мойрою Квін (Сюзанна Томпсон), сестрою Теєю Квін (Вілла Голланд), і товаришем Томмі Мерліном (Колін Доннелл). Перший сезон зосереджується на відновленні Оліверових стосунків і нічними полюваннями й іноді вбивствами заможних злочинців як вігілант у каптурі. Він розкриває змову для знищення «Галявин» — біднішої частини міста, що стала переповненою злочинністю. Джон Діггл (Девід Ремсі) і Фелісіті Смоак (Емілі Бетт Рікардс) допомагають Оліверові в його хрестовому поході. Олівер також возз'єднується з колишньою дівчиною Лорел Ленс (Кеті Кессіді), яка все ще сердиться на його роль у передбачуваній смерті своєї сестри та факт, що він того часу зраджував їй із сестрою. Перший сезон також має флешбеки до Оліверового часу на острові й того, як вони його змінили; це продовжується в подальших сезонах, із цінністю флешбеків кожного сезону, що приблизно відповідає року.
У другому сезоні Олівер присягнувся зупиняти злочини без убивств злочинців, і зазнає нападу Слейда Вілсона (Ману Беннетт) — чоловіка з Оліверового часу на острові, котрий повернувся з вендетою проти нього. Олівер також повинен боротися з зовнішніми силами, що намагаються взяти на себе Queen Consolidated, винних через рішення, які він прийняв у минулому, та таємниць його родини та друзів. Олівер зростає, щоби прийняти прагнучого вігіланта Роя Гарпера (Колтон Гайнес) своїм протеже, і починає отримувати допомогу від батька Лорен, офіцера Квентіна Ленса (Пол Блекторн). Олівер також отримує іншого союзника — таємничу жінку в чорному, котра згодом виявляється сестрою Лорел Сарою Ленс (Кейті Лотц), яка пережила випробування на морі роками раніше.
У третьому сезоні Стріла стає громадським героєм у Старлінг-сіті після поразки Слейда Вілсона. Queen Consolidated продана заможному бізнесменові, науковцеві та прагнучому героєві Реєві Палмерові (Брендон Роут). Олівер прагне знову зібрати свою родину, давній ворог повертається, й Олівер втягується в конфлікт із Ра'с аль Гулом (Метью Нейбл). Після скелястого старту Лорел збирається піти по стопах Сари як Чорна канарка. Джон Діггл бореться зі своєю новою роллю сім'янина, а Олівер більше не хоче його на поле після народження дочки Джона, поки Фелісіті Смоак починає нову кар'єру віце-президента Palmer Technologies (колишня Queen Consolidated).
У четвертому сезоні Олівер стає витонченою особою «Зеленої стріли». Він і його союзники борються з терористичною організацією H.I.V.E. на чолі з Дам'єном Дарком (Ніл Макдонаф), який планує знищити Стар-сіті (колишній Старлінг-сіті). Джон Діггл стурбований пошуком H.I.V.E. та дізнається причину вбивства свого брата Енді. Тея долучається до команди під псевдонімом «Швидка» (англ. Speedy), але переважно вчиться контролювати себе в бою, оскільки вона зараз має спрагу крові, що може ніколи не згаснути повністю, як побічний ефект Ями Лазаря. Лорел прагне повернути Сару, дізнавшись про воскресіння Теї з Ями. Олівер вирішує балотуватися на посаду мера. Попри знайдене щастя з Фелісіті (тепер головний виконавчий директор Palmer Technologies) та плануючи їй пропозицію руки та серця, Олівер виявляє, що є біологічним батьком хлопчика, якого він несвідомо зачав десять років тому з колишньою дівчиною Самантою Клейтон (Анна Гопкінс), відкриття якої загрожує дестабілізацією його стосунків із Фелісіті, життю Зеленої стріли та мерській кампанії. Олівер зрештою виявляє, що Дам'єн планує здетонувати ядерні бомби та правити новим світом над попелом Землі. У флешбеках Олівер повертається до Лянь Ю для проникнення до організації, відомої як Shadowspire від імені Аманди Воллер, і вперше зустрічається з таємничим ідолом, якого використовував Дарк у сьогоденній розповіді.
У п'ятому сезоні Олівер тренує молодих героїв Дикого пса (Рік Гонзалес), Містера Терріфіка (Ехо Келлум), Артеміду (Медісон Маклафлін) та Регмена (Джо Дінікол), аби приєднатися до нього у війні зі злочинністю після смерті Лорел і відставки Теї та Діггла, поки він намагається поліпшити баланс свого вігілантизму з новою роллю мера. Олівер також стикається з загрозою темного та тіньового ворога на ім'я Прометей з укоріненою вендетою проти нього. У флешбеках Олівер мешкає в Росії, до долучається до російської мафії як частина хитрості з убивством.
У шостому сезоні, після вибухової битви на Лянь Ю, Олівер повинен балансувати вігіланта, мера та батька свого сина Вільяма. У той же час з'являється нові вороги, спочатку очолювані хакером Кайденом Джеймсом, який об'єднує команду з наркоторгівцем Рікардо Діазом, металюдським вігілантом Вінсентом Собелем, російським гангстером Анатолієм Князевим і Чорною сиреною. Оскільки Джеймс утрачає контроль над своєю групою змовників, на перший план виходить Рікардо Діаз, анонсуючи Зеленій стрілі свою схему захоплення злочинного світу Стар-сіті та контролю політичної інфраструктури міста, а Олівер весь час мусить сперечатися з колишніми товаришами, що формують команду суперників. Коли Діаз бере контроль над містом, Олівер змушений набирати допомогу ФБР в обмін на публічне оголошення його особистості та термін у федеральній в'язниці. У фіналі Олівера ув'язнено у в'язниці надмаксимального рівня безпеки.

### Флеш (2014—)
Ставши свідком загадкового вбивства матері та хибного звинувачення батька у злочині, Баррі Аллен (Грант Гастін) прихистили детектив Джо Вест Джессі Л. Мартін і його дочка Айріс (Кендіс Паттон). Аллен стає блискучим, але соціально незграбним криміналістом Департаменту поліції Централ-сіті. Його одержимість трагічним минулим змушує його стати вигнанцем серед колег; він розслідує холодні випадки, паранормальні явища та передові наукові просування, що можуть пролити світло на вбивцю його матері. Ніхто не вірить у його опис злочину — що куля блискавки з обличчям чоловіка вторглася до їхнього будинку тієї ночі — й Аллен запекло прагне реабілітуватися й очистити батькове ім'я. За чотирнадцять років після смерті матері просунутий прискорювач частинок у S.T.A.R. Labs відмовляє протягом публічного відкриття, купаючи центр міста в раніше невідомій формі радіації та створюючи сильну грозу. Аллена вдаряє блискавка з бурі й обливають хімікати в його лабораторії. Прокинувшись після дев'ятимісячної коми, він виявляє здатність рухатися за надлюдської швидкості. Гаррісон Веллс (Том Кавана), знеславлений конструктор невдалого прискорювача частинок, описує особливу природу Баррі як «металюдина»; незабаром Аллен виявляє, що радіація змінила не лише його. Аллен присягається користуватися дарами для захисту Централ-сіті від наростальної жорстокості металюдських злочинців. Йому допомагають кілька близьких друзів і партнерів, які охороняють його таємниці, включно з членами команди S.T.A.R. Labs Циско Рамоном (Карлос Вальдес) і Кейтлін Сноу (Даніель Панабейкер).
За шість місяців після подій першого сезону, після події сингулярності, Флеша визнано героєм Централ-сіті. Джей Гаррік (Тедді Сірс), Флеш із Землі-2 у паралельному всесвіті, відвідує Баррі та попереджає його, що інший швидкісник на ім'я Зум (озвучений Тоні Тоддом) намагається усунути будь-кого, з'єднаного з Силою швидкості через мультивсесвіт. Джей, а пізніше двійник Гаррісона Веллса з Землі-2, працюють, аби допомогти Баррі та його друзям спинити Зума. Джо й Айріс борються зі спільним болісним минулим, пов'язаним з їхньою родиною, особливо після прибуття брата Айріс Воллі Веста (Кейнан Лонсдейл), якого її мати Франсін Вест (Ванесса А. Вільямс) невдовзі після того, як покинула сім'ю. Циско спочатку починає мати видіння чи «вібрації» (англ. vibes) інших часів, місць і вимірів при дотику до певних об'єктів, він отримує прізвисько Вайб. Пізніше він виявляє, що його металюдські сили також можуть використовуватися для відчинення порталів до інших світів і створення звукових вібрацій. Після того, як Зум убиває батька Баррі, сезон закінчується подорожжю Баррі назад у часі для порятунку життя його матері від Зворотного Флеша.
Після зміни всієї історії Баррі ненавмисно змінює всю часову лінію, в результаті чого з'являється часова лінія «Flashpoint». Попри намагання Баррі полагодити завдані збитки, зі Flashpoint з'являється нова загроза у формі могутнього швидкісника Савітара, котрий бажає вбити Баррі та змусити його страждати, оскільки екскурсія Баррі «Flashpoint» ненавмисно призвела до народження та страждань Савітара. Це також дало Воллі та Кейтлін металюдські сили, причому Воллі з отриманням сил став партнером Баррі, відомим як Кід Флеш, а Кейтлін стала лиходійкою Кілер Фрост. Здолавши Савітара, Баррі вирушає зайняти його місце у Силі швидкості задля її балансу.
Протягом кількох місяців після того, як Баррі покинув їх, Воллі та Циско рідко були здатні захистити Централ-сіті. Коли новий ворог легко їх долає, вимагаючи битви зі Флешем, команда вирішує повернути Баррі. Хоча їм це вдається, повернення Баррі вивільняє темну матерію, обертаючи дюжину людей у міському автобусі на металюдей. Одним із цих металюдей є приватний детектив Ральф Дібні, котрий долучається до команди Флеша. Поки Баррі й Айріс готуються до весілля, команда виявляє, що прибуття Баррі та створення автобусних металюдей було організовано Мислителем. Після поразки Мислителя до команди підійшла дочка Баррі й Айріс із майбутнього Нора Вест-Аллен, яка стверджує, що зробила «велику-велику помилку».

### Віксен (2015—2016)
Після вбивства батьків у Африці місцевою корупцією Марі Маккейб (Мегалін Ечіканвоке) успадковує родинний тотем Танту, що дає сили тварин, і використовує їх для боротьби як Віксен, аби зупинити загрози на кшталт тієї, від якої загинула її родина.

### Супердівчина (2015—2021)
У листопаді 2014 року Берланті висловив зацікавлення в існуванні його серіалу CBS «Супердівчина» в тому ж всесвіті, що й «Стріла» та «Флеш», і в січні 2015 року президент The CW Марк Педовітч розкрив, що й він також відкриє кросовер між серіалами та мережами. Проте, президент CBS Ніна Тасслер заявила того ж місяця, що «ті два шоу в іншій мережі. Тому я вважаю, що ми на деякий час залишимо „Супердівчину“ собі». У серпні 2015 року Тасслер розкрила, що, поки на даний час немає планів робити історії-кросовери, три серіали матимуть кросоверні акції. У січні 2016 року спадкоємець Тасслер Гленн Геллер сказав «Я повинен бути дійсно обережним, що кажу тут» стосовно потенційного кросоверу «Супердівчина» / мультивсесвіт Стріли, то ж «Дивимось, чекаємо і побачимо, що станеться».
У лютому 2016 року було анонсовано, що Гастін з'явиться в епізоді «Супердівчини» «Найкращі світів», а Берланті та Крайсберг, також виконавчі продюсери «Супердівчини», дякували «фанатам і журналістам, які просили про те, що сталося. Це наше задоволення та надія створити епізод, гідний ентузіазму та підтримки кожного». У «Найкращих світів» «Супердівчина» встановлюється як альтернативний всесвіт, де Флеш допомагає Карі боротися зі Срібною Банші та Лайввайр в обмін на її допомогу в поверненні додому. Події епізоду перетинаються з подіями вісімнадцятого епізоду другого сезону «Флеша» «Проти Зума». Кросовер вимагає «набагато більше логістичних хитрощів» за звичайні кросовери мультивсесвіту Стріли через знімання Гастіна у «Флеші» у Ванкувері поряд зі «Стрілою» та «Легендами завтрашнього дня», поки «Супердівчина» створювалася в Лос-Анджелесі. Продюсери вибрали використання Флеша як персонажа для кросоверу через його здатність подорожувати між різними Землями й оскільки це було «трохи веселіше на початку завести ветерана з того шоу до хімії нового шоу». Берланті заявив, що «в ідеальному світі» у кросовері брали б участь і Гастін, і Зелена стріла Амелла, «але логістично це було б кошмаром спробувати та зробити обидва шоу. Нам довелося полегшити його». Гастін був оптимістичним, що кросовер 2016 року дозволить інший кросовер наступного року з рештою шоу мультивсесвіту Стріли.
У травні 2016 року було анонсовано, що «Супердівчина» переїде з CBS до The CW на другий сезон, так само, як і переїзд виробництва з Лос-Анджелеса до Ванкувера, де знімаються серіали мультивсесвіту Стріли CW. Прем'єра другого сезону відбулася 10 жовтня 2016 року. Також було анонсовано, що Супердівчина з'явиться у «Стрілі», «Флеші» та «Легендах завтрашнього дня» протягом кросоверних епізодів сезону 2016—17 років, хоча Гуггенхейм попереджав, що «Вона збирається прийти, але ми не збираємося робити повний кросовер „Супердівчини“». Крайсберг також підтвердив, що, попри переїзд серіалу до The CW, всесвіт головних персонажів не інтегрується в Землю-1 — основний всесвіт «Стріли», «Флеша» та «Легенд завтрашнього дня», та продовжуватиме існувати в паралельному всесвіті. Земля, яку населяє серіал, це Земля-38 у мультивсесвіті Стріли, і неформально називається Гуггенхеймом «Земля-CBS» на честь мережі першого ефіру «Супердівчини».

### Легенди завтрашнього дня (2016—2022)
Коли Вандал Севедж (Каспер Крумп) убив його родину, Майстер Часу Ріп Гантер (Артур Дервіл) іде на шахрайство, вирішивши знищити його за допомогою команди, що складається з Рея Палмера (котрий узяв мантію «Атома»), Сари Ленс (яка стає героїнею Білою канаркою), Мартіна Штайна (Віктор Ґарбер) та Джефферсона «Джекса» Джексона (Франц Драмех), котрі разом стають героєм Файрстормом, Кендри Сондрес / Дівчини-яструба (Сіара Рене), Картера Голла / Чоловіка-яструба (Фальк Гентшель), Леонарда Снарта / Капітана Холода (Вентворт Міллер) та Міка Рорі / Гарячої хвилі (Домінік Перселл). Проте, Майстри часу фактично підтримали Севеджа в його світовому пануванні 2166 року, маючи намір відбити танагарське вторгнення. Проте, через жертвоприношення Снарта, Майстри часу знищені. Севедж намагається переписати історію часовим вибухом, але вбитий командою, коли він виявляється смертним від того ж метеориту, який він використовував для свого плану. Зі смертю Севеджа Кендра та Картер покидають команду.
Прийнявши спадщину Майстрів часу, Ріп вирішує зайняти їхнє місце на варті історії з Реєм, Сарою, Штайном, Джексом і Рорі. Проте їх попереджає Рекс Тайлер (Патрік Дж. Адамс), що вони помруть у Нью-Йорку 1942 року. Вони продовжують ігнорувати це попередження, що призводить до поміщення Міка до стази, зникнення Ріпа, а решта команди розкидана в часі. Проте, історик Нейт Гейвуд (Нік Зано), який допоміг Оліверові Квіну, знаходить Міка та решту команди. Сара замінює Ріпа як лідера команди. Пара рятує решту команди та продовжує шукати часових злочинців, які намагаються змінити історію. На шляху команда зустрічає Спільноту справедливості Америки, і після смерті Тайлера від рук Зворотного Флеша Амая Джів (Мейсі Річардсон-Селлерс), бабуся Мері Маккейб, долучається до команди для пошуків убивці Тайлера. Гейвуд також долучається до команди, взявши особистість Сталі, отримавши силу обертатися на сталь. Загроза Легіону приреченості починає формуватися з плином сезону, а Зворотний Флеш, Дам'єн Дарк, Малкольм Мерлін і навіть минула версія самого Снарта об'єднують сили проти команди та змінюють дійсність задля власних мерзенних цілей.
Команда виявляє, що вони створили анахронізми протягом усього часу, і Ріп формує Бюро Часу для допомоги в їх виправленні. Ріп розповідає команді про демона Маллуса, послідовниця якого Нора Дарк воскресила свого батька Дам'єна й онуку Амаї Куасу, також наймаючи горилу Гродда, так що вони можуть звільнити Маллуса з його в'язниці шляхом перекручування історії. Команда втрачає обох членів Файрсторма, але приєднується Зарі Томаз — хактивістка з 2042 року, амулет керування повітрям якої пов'язаний із тотемом Амаї, і Воллі Веста / Кід-Флеша — швидкісник, який був під опікою Флеша.

### Борці за свободу: Промінь (2017—2018)
Зосереджений на персонажі Реймонда «Рея» Террілла (Рассел Тові) — репортері, що отримує сили на основі світла після впливу генетичної світлової бомби. Рей виявляє бомбу під час розслідування таємного урядового проекту, намагаючись використати силу світла й озброїти її. На серіал вплинула «Багатоваріантність» Гранта Моррісона. Гуггенхейм зазначив, що була «дуже конкретна причина» назвати серіал, як назвали, щоби представити Борців за свободу та Землю-Ікс. Він продовжував, «Моррісон прийшов з ідеєю, на яку ми відповіли: Борці за свободу складаються з різних меншин-цілей нацисток, геїв і євреїв. Ми хотіли вшанувати цю ідею. В той же час, це історія походження про ітерацію Променя Землі-1».
Земля-Ікс — світ у мультивсесвіті, де нацисти виграли Другу світову війну та Нові Рейхсмени панують над теперішньою Америкою. Там Промінь є членом Борців за свободу поряд із Дядьком Семом, Чорним кондором, Людиною-бомбою, Фантомною леді та Червоним торнадо, тоді як Овердівчина — альтернативна версія Супердівчини й альтернативні версії Зеленої стріли та Флеша складають членів Нового Рейхсмену. Циско Рамон / Вайб, Кертіс Голт / Містер Терріфік і Мері Маккейб / Віксен також з'являються.

### Бетвумен (2019—2022)
Кейт Кейн повинна подолати власних демонів, перш ніж зможе захищати вулиці Ґотема як Бетвумен та стане їхнім символом надії.

### Дезстроук
На презентації CW Upfronts 16 травня 2019 року президент CW Марк Педовітц анонсував появу анімаційного серіалу про Дезстроука під назвою «Дезстроук: Лицарі та Дракони» на CW Seed.

## Повторювані актори та персонажі
| Баррі Аллен Флеш                         | Грант Гастін            | Періодично | Основний    | Гість    | Гість      | Гість    | ПеріодичноЗ |             |  |  |
| Баррі Аллен Флеш                         | Скотт Вайт              |            |             |          |            |          |             | ПеріодичноЗ |  |  |
| Гаррісон Веллс2                          | Том Кавана              | Гість      | Основний    | Гість    | Гість      |          |             |             |  |  |
| Айріс Вест                               | Кендіс Паттон           | Гість      | Основний    | Гість    | Гість      |          |             |             |  |  |
| Воллі Вест Кід-Флеш                      | Кейнан Лонсдейл         |            | Основний    | Гість    | Основний   |          |             |             |  |  |
| Нора Вест-Аллен XS                       | Джессіка Паркер Кеннеді |            | Основний    | Гість    |            |          |             |             |  |  |
| Нейт Гейвуд Сталь                        | Нік Зано                | Гість      |             |          | Основний   |          |             |             |  |  |
| Гідеон                                   | Емі Пембертон           | ГістьЗ     |             |          | Основний   |          |             |             |  |  |
| Гідеон                                   | Морена Баккарін         |            | ПеріодичноЗ |          |            |          |             |             |  |  |
| Картер Голл Чоловік-яструб               | Фальк Гентшель          | Гість      | Гість       |          | Основний   |          |             |             |  |  |
| Кертіс Голт Містер Терріфік              | Ехо Келлум              | Основний   |             |          | Гість      |          |             | ГістьЗ      |  |  |
| Сесіль Гортон                            | Даніель Ніколет         |            | Основний    | Гість    |            |          |             |             |  |  |
| Алекс Денверс38                          | Чайлер Лі               | Гість      | Гість       | Основний | Гість      |          |             |             |  |  |
| Кара Денверс Супердівчина38              | Мелісса Бенойст         | Гість      | Гість       | Основний | Гість      |          |             | ПеріодичноЗ |  |  |
| Джефферсон Джексон Файрсторм             | Франц Драмех            | Гість      | Гість       | Гість    | Основний   |          | ГістьЗ      |             |  |  |
| Дж'онн Дж'онзз Марсіанський Мисливець38  | Девід Гарвуд            |            | Гість       | Основний |            |          |             |             |  |  |
| Джон Діггл Спартанець                    | Девід Ремсі             | Основний   | Періодично  | Гість    | Гість      |          |             |             |  |  |
| Діна Дрейк Чорна канарка                 | Джуліана Гаркаві        | Основний   | Гість       |          | Гість      |          |             |             |  |  |
| Олівер Квін Зелена стріла                | Стівен Амелл            | Основний   | Періодично  | Гість    | Періодично |          | ПеріодичноЗ |             |  |  |
| Олівер Квін Зелена стріла                | Метью Мерсер            |            |             |          |            |          |             | ПеріодичноЗ |  |  |
| Тея Квін Спіді                           | Вілла Голланд           | Основний   | Гість       |          |            |          |             |             |  |  |
| Джон Костянтин                           | Метт Раян               | Гість      |             |          | Основний   |          |             |             |  |  |
| Кейт Кейн Бетжінка                       | Рубі Роуз               | Гість      | Гість       | Гість    |            | Основний |             |             |  |  |
| Квентін Ленс                             | Пол Блекторн            | Основний   | Гість       |          | Гість      |          |             |             |  |  |
| Лорел Ленс Чорна канарка                 | Кеті Кессіді            | Основний   | Гість       |          | Гість      |          | ПеріодичноЗ |             |  |  |
| Лорел Ленс Чорна сирена / Чорна канарка2 | Кеті Кессіді            | Основний   | Гість       |          |            |          |             |             |  |  |
| Сара Ленс Біла канарка                   | Кейті Лотц              | Періодично | Гість       | Гість    | Основний   |          |             |             |  |  |
| Мері Маккейб Віксен                      | Мегалін Ечіканвоке      | Гість}     |             |          |            |          | ОсновнийЗ   | ГістьЗ      |  |  |
| Малкольм Мерлін Темний лучник            | Джон Барроумен          | Основний   | Гість       |          | Періодично |          |             |             |  |  |
| Мон-Ел38                                 | Кріс Вуд                |            | Гість       | Основний |            |          |             |             |  |  |
| Рей Палмер Атом                          | Брендон Раут            | Періодично | Гість       |          | Основний   |          | ПеріодичноЗ |             |  |  |
| Рене Рамірес Дикий пес                   | Рік Гонзалес            | Основний   |             |          | Гість      |          |             |             |  |  |
| Циско Рамон Вайб                         | Карлос Вальдес          | Періодично | Основний    | Гість    | Гість      |          | ПеріодичноЗ | ГістьЗ      |  |  |
| Мік Рорі Гаряча хвиля                    | Домінік Перселл         | Гість      | Періодично  | Гість    | Основний   |          |             |             |  |  |
| Кендра Сондерс Дівчина-яструб            | Сіара Рене              | Гість      | Періодично  |          | Основний   |          |             |             |  |  |
| Фелісіті Смоак Overwatch                 | Емілі Бетт Рікардс      | Основний   | Періодично  | Гість    | Гість      |          | ПеріодичноЗ |             |  |  |
| Леонард Снарт Капітан Холод              | Вентворт Міллер         |            | Періодично  |          | Основний   |          |             |             |  |  |
| Кейтлін Сноу Іній                        | Даніель Панабейкер      | Періодично | Основний    | Гість    | Гість      |          |             | ГістьЗ      |  |  |
| Рей Террілл Промінь                      | Рассел Тові             |            | Гість       |          | Гість      |          |             | ОсновнийЗ   |  |  |
| Еобард Тоун Зворотний Флеш               | Том Кавана              | Періодично | Основний    | Гість    | Гість      |          |             |             |  |  |
| Еобард Тоун Зворотний Флеш               | Метт Летшер             |            | Періодично  |          | Основний   |          |             |             |  |  |
| Мартін Штайн Файрсторм                   | Віктор Ґарбер           | Гість      | Періодично  | Гість    | Основний   |          | ГістьЗ      |             |  |  |
| Деміен Дарк                              | Ніл Мак-Дона            | Періодично | Гість       |          | Періодично |          |             |             |  |  |
| Елеонора «Нора» Дарк                     | Кортні Форд             |            | Гість       |          | Основний   |          |             |             |  |  |
| Елеонора «Нора» Дарк                     | Tuesday Hofmann         | Гість      |             |          |            |          |             |             |  |  |

1. ↑  Вайт озвучив Бліцкрига — альтернативну версію Флеша Землі-1[69].
2. ↑  Бенойст озвучила Овердівчину — альтернативну версію Супердівчини Землі-38[69].
3. ↑  Мерсер озвучує Чорну стрілу — альтернативну версію Зеленої стріли Землі-1[69].
4. ↑  Раян раніше з'являвся як персонаж серіалу NBC «Костянтин». Версія персонажа мультивсесвіту Стріли та сама, яка з'являлася у серіалі NBC[100].
5. ↑  Том Кавана зображує Еобарда Тоуна у формі померлого Гаррісона Веллса Землі-1 у першому та п'ятому сезонах «Флеша» у головній ролі, у повторюваній ролі у другому сезоні та в гостьовій ролі у кросоверних подіях «Криза на Землі-Ікс[en]" й «Інші світи»[134].
6. ↑  Гофманн зіграла юну Нору.

Після виходу Міллера як регулярного протягом першого сезону «Легенд завтрашнього дня» було розкрито, що він підписав угоду з Warner Bros., аби стати регулярним у будь-якому шоу в мультивсесвіті Стріли. Спочатку угода зосереджувалася на Міллері на його персонажах Леонарда та Лео Снартів у «Флеші» та «Легендах завтрашнього дня». Берланті заявив, що Міллерова угода була «першим контрактом, не застосовним до лише одного шоу», додавши, що «в разі успіху ми сподіваємося продовжити шукати шляхи інших персонажів крізь усі шоу». Барроумен підписав схожу угоду з Міллером у липні 2016 року, дозволивши йому продовжити бути регулярним у «Стрілі», а також у «Флеші» та «Легендах завтрашнього дня», а потім і Кессіді з її персонажем Чорною сиреною.

## Розширений сетинг

### Офіційні кросоверні події
| Телесезон | Назва кросоверу              | Епізоди | Епізоди                                               | Епізоди                                               | Епізоди                                               |              |
| Телесезон | Назва кросоверу              | Стріла | Флеш                                                  | Супердівчина                                          | Легенди завтрашнього дня                              | Бетжінка     |
| --------- | ---------------------------- | --- | ----------------------------------------------------- | ----------------------------------------------------- | ----------------------------------------------------- | ------------ |
| 2014—15   | Флеш проти Стріли            | Сезон 3, епізод 8 «Відважний і сміливий» (2) | Сезон 1, епізод 8 «Флеш проти Стріли» (1)             |                                                       |                                                       |              |
| 2014—15   | Флеш проти Стріли            | У Централ-сіті металюдина, котра використовує емоції людей для пограбування банків, налаштовує Флеша проти Стріли. Потім у Старлінг-сіті двоє героїв стикаються з капітаном Бумерангом. |                                                       |                                                       |                                                       |              |
| 2015—16   | Герої об'єднують сили        | Сезон 4, епізод 8 »Легенди вчорашнього дня« (2) | Сезон 2, епізод 8 »Легенди сьогодення" (1)            |                                                       |                                                       |              |
| 2015—16   | Герої об'єднують сили        | Флеш і Зелена стріла об'єднуються, щоби взяти Вандала Севеджа, котрий шукає Кендру Сондерс і Картера Голла — реінкарнації Дівчини-яструба та Чоловіка-яструба. «Легенди завтрашнього дня», особливо основного сюжету першого сезону, встановлюються протягом подій цього кросоверу. |                                                       |                                                       |                                                       |              |
| 2015—16   | Найкращі світів              | | Сезон 2, епізод 18 «Проти Зума»                       | Сезон 1, епізод 18 «Найкращі світів»                  |                                                       |              |
| 2015—16   | Найкращі світів              | Флеш проходить крізь міжвимірний розлам, випробовуючи тахіонний прискорювач, входячи до всесвіту Супердівчини та Супермена. Він об'єднується з Супердівчиною, щоби здолати Лайввайр і Срібну Банші, після чого Супердівчина допомагає йому повернутися до свого всесвіту. |                                                       |                                                       |                                                       |              |
| 2016—17   | Вторгнення!                  | Сезон 5, епізод 8 »Вторгнення!« (2) | Сезон 3, епізод 8 »Вторгнення!« (1)                   |                                                       | Сезон 2, епізод 7 »Вторгнення!" (3)                   |              |
| 2016—17   | Вторгнення!                  | Флеш наймає Супердівчину з Землі-38 на допомогу йому, Зеленій стрілі та Легендам завтрашнього дня зіткнутися з расою іншопланетних загарбників, званих Домінаторами. Хоча «Супердівчина» не має епізоду-частини «Вторгнення!», закінчення епізоду «Супердівчини» «Медуза„, де Баррі та Циско вербують її з її всесвіту, вважається початком кросоверу, що має наслідком її появу в інших епізодах серії.                                                   |                                                       |                                                       |                                                       |              |
| 2016—17   | Дует                         | | Сезон 3, епізод 17 “Дует„ (2)                         | Сезон 2, епізод 16 “Зоряні» (1)                       |                                                       |              |
| 2016—17   | Дует                         | Музичний кросовер між „Флешем“ і „Супердівчиною“, де Флеш і Супердівчина зустрічаються з Музичним майстром„. |                                                       |                                                       |                                                       |              |
| 2017—18   | Криза на Землі-Ікс           | Сезон 6, епізод 8 “Криза на Землі-Ікс, частина 2„ (2) | Сезон 4, епізод 8 “Криза на Землі-Ікс, частина 3„ (3) | Сезон 3, епізод 8 “Криза на Землі-Ікс, частина 1„ (1) | Сезон 3, епізод 8 “Криза на Землі-Ікс, частина 4» (4) |              |
| 2017—18   | Криза на Землі-Ікс           | Друзі Баррі Аллена й Айріс Вест прибувають до Централ-сіті на їхнє весілля, лише щоби подію перервали лиходії з Землі-Ікс. Хоча «Борці за свободу: Промінь» на має епізоду як частини кросоверу 2017—18 року, серіал далі досліджує Променя, Землю-Ікс і інших персонажів і поняття, що видно у «Кризі на Землі-Ікс». |                                                       |                                                       |                                                       |              |
| 2018—19   | Інші світи                   | Сезон 7, епізод 9 «Інші світи, частина 2» (2) | Сезон 5, епізод 9 «Інші світи, частина 1» (1)         | Сезон 4, епізод 9 «Інші світи, частина 3» (3)         |                                                       |              |
| 2018—19   | Інші світи                   | Доктор Джон Діган із Лікарні Аркхем переписує дійсність, через що Олівер Квін і Баррі Аллен міняються життями. У новій дійсності вони єдині, хто знає, що вони у хибних життях і мають сили один одного, що спонукає їх іти до Ґотема з Карою Денверс / Супердівчиною, щоби протистояти Діганові. Персонажі Бетжінка, Нора Фраєс, Лоїс Лейн, Монітор і Психопірат вводяться до мультивсесвіту Стріли у кросовері, який також показує повернення Супермена. |                                                       |                                                       |                                                       |              |
| 2019—20   | Криза на нескінченних Землях | В очікуванні | В очікуванні                                          | В очікуванні                                          | В очікуванні                                          | В очікуванні |
| 2019—20   | Криза на нескінченних Землях | Продовження кросоверу «Інші світи». |                                                       |                                                       |                                                       |              |

У вересні 2018 року Філ Клеммер сказав, що «люди [вже] розмовляють про» кросовер 2019 року, з його «вільною формою» й у грудні 2018 року було підтверджено як адаптацію Кризи на нескінченних Землях.

### Мультивсесвіт
У жовтні 2014 року Джонс пояснив, що підхід DC до фільмів і телесеріалів відрізнятиметься від кіновсесвіту Marvel Studios, заявивши, що їхній кіновсесвіт і телевсесвіти триматимуться окремо в мультивсесвіті, щоби дозволити «кожному зробити найкращий можливий продукт, розповісти найкращу історію, зробити найкращий світ». Другий сезон «Флеша» почав досліджувати це поняття мультивсесвіту введенням Землі-2 з її допельгангерами мешканців Землі-1. В епізоді «Флеша» «Ласкаво просимо на Землю-2» (2016), видно відблиски мультивсесвіту, включно з зображенням зірки «Супердівчини» Мелісси Бенойст у ролі Супердівчини та зображення Джона Веслі Шиппа в ролі Флеша з телесеріалу 1990 року, що натякає на існування цих телесеріалів на альтернативних Землях у мультивсесвіті Стріли. «Супердівчину» було підтверджено як альтернативну Землю, пізніше позначену як Землю-38 у кросоверному епізоді «Флеша» «Найкращі світів» (2016), тоді як Шипп повторив свою роль Баррі Аллена з серіалу 1990 у щорічній кросоверній події «Інші світи» (2018), а його рідний світ було позначено як Землю-90. «Борці за свободу: Промінь» відбувається на Землі-Ікс. Станом на  2019 рік, підтверджено існування декількох Земель у мультивсесвіті Стріли, включно з Землями 1—52, Землею-Ікс, Землею-90 та Землею-221.

### Константин (2014—2015)
До травня 2015 року Амелл обговорював із DC Entertainment зображення Квіна в «Константині» NBC з Меттом Раяном у головній ролі; сказавши, що «Причина, з якої я збираюся в гостьові зірки „Константина“… була експертом [Константина], коли справа доходить до Ями Лазаря, яка зараз у дечому є та буде частиною „Стріли“». Амелл заявив, що, навіть хоча «Константина» не було поновлено на другий сезон, кросовер «був і досі є на столі». Гуггенхейм розкрив бажання інтегрувати Джона Константина в мультивсесвіт Стріли, кажучи: «Багато шматків на місці, за винятком останнього, яка ж доля „Константина“? Це складно. Але це постійно виникає в кімнаті сценаристів — у нас є ряд ідей, одна з яких особливо цікава для мене. Ми трохи в режимі „зачекаємо та побачимо“». В липні 2015 року Мерікл додала на тему: «Це те, про що ми розмовляли з DC, і це не просто питання деяких політичних речей, але й також [Раяновий] розклад».
У серпні 2015 року було підтверджено появу Раяна в епізоді четвертого сезону «Стріли» «Переслідуваний» для «одноразової угоди». Гуггенхейм сказав: «Це те, що вимагали фанати», хвалячи DC, що вони такі «великодушні та щедрі в наданні нам цього разового розпорядження». Через те, що «Стріла» та «Константин» ділять одну студію, продюсери «Стріли» змогли використати оригінальний Раяновий одяг: «Пальто, краватка, сорочка… весь гардероб було взято для зберігання та відвантажено до Ванкувера, [де знімається „Стріла“]». Режисер «Константина» Джон Бедем режисував епізод, у якому з'явився Константин. Мерікл підтвердила, що ця версія Константина буде тим же персонажем, який з'являвся в «Константині». На зніманнях епізоду Гуггенхейм назвав його «кросовером „Константина“ та „Стріли“» та відчував, що «ми отримали шанс розширити перебіг Метта Раяна в ролі Константина принаймні ще на годину телебачення. Думаю, ви побачите, що він дуже акуратно пасує нашому всесвіту. Це ніколи не відчувалося примусовим».
У липні 2017 року Гуггенхейм зазначив, що «дійсно гарні розмови» мали місце з Раяном, аби він знову з'явився в мультивсесвіті Стріли, й у жовтні 2017 було розкрито, що Раян з'явиться у двох епізодах третього сезону «Легенд завтрашнього дня» «Бог війни Бібо» і «Daddy Darhkest», з появою, що бере місце хронологічно після «Переслідуваний», переглядаючи сетинг четвертого сезону «Стріли» та подій після його фінального епізоду. Клеммер описав тон епізоду як «„Екзорцист“ зустрічає „Пролітаючи над гніздом зозулі“». Раяна було зроблено регулярним у четвертому сезоні «Легенд завтрашнього дня».
Джессі Шедін із IGN відчував у жовтні 2018 року, що жодна з появ персонажа в мультивсесвіті Стріли досі не була «дійсно прямим посиланням на події серіалу „Константин“, лишаючи в повітрі, чи є цей Джон Константин тим самим персонажем із того серіалу, чи якщо Раян просто грає іншу, дуже схожу версію цього персонажа». У листопаді 2018 року Раян говорив про відношення між персонажем, якого видно в серіалі NBC, і тим, якого видно в «Легендах завтрашнього дня» й у мультивсесвіті Стріли. Він сказав, що вони є одним і тим самим персонажем з «тією самою ДНК», і порівнював кожну появу з такими різних сценаристів і художників книг коміксів, які працювали з персонажем: «Він має той самий силует, але виглядає інакше. Волосся дещо інше. Іноді у нього дещо інша каденція. Різні художники та сценаристи писали його по-різному». Раян також зазначив, що тоді як четвертий сезон «Легенд завтрашнього дня» згадує сюжетну лінію Астри з серіалу NBC, він не досліджуватиме сюжетну лінію Брухерії (ісп. Brujeria), хоча Константин «досі носить цей тягар із собою».

## Маркетинг
У квітні 2015 року для святкування закінчення третього сезону «Стріли» та першого — «Флеша» The CW випустила коротке промо під назвою «Супергеройський бійцівський клуб». У ньому персонажі зі «Стріли» та «Флеша» б'ються один з одним у вигляді герой проти лиходія. Персаонажі включають Стрілу, Флеша, Арсенал, Чорна канарка, Темний лучник, Зворотний Флеш, Капітан Холод, Гаряча хвиля, Файрсторм, Ра'с аль Гул й Атом у битві клітковий матч, з Чорною канаркою й Арсеналом проти Темного лучника, Стрілою проти Ра'с аль Гула, Флеша проти Капітана Холода та Гарячої хвилі, який переривається Зворотним Флешем, до втручання Файрсторма та наприкінці Атома. У вересні 2016 року The CW випустила промо «Супергеройський бійцівський клуб 2.0» для просування початку сезону 2016—17 року з додаванням «Супердівчини» до лінійки, а також нового мобільного застосунку, де спочатку промо можна було переглянути ексклюзивно. Новий Супергеройський бійцівський клуб бачить Зелену стрілу, Флеша, Атома, Файрсторма, Білу канарку та Супердівчину проти нового бійцівського симулятора, створеного Циско Рамоном і Фелісіті Смоак, поки Джон Діггл і Марсіанський Мисливець спостерігають. Після поразки симулятора Циско випускає горилу Гродда на арену назустріч героям. У січні 2018 року The CW випустила промо «Suit Up» за участю різних героїв, які вдагяють свої костюми, задля просування повернення «Стріли», «Флеша», «Легенд завтрашнього дня» та «Супердівчини» з їх першої міжсезонної перерви, а також прем'єри «Чорної блискавки».

## Критика
| Серіал                   | Сезон | Сезон | Початковий ефір | Початковий ефір | Початковий ефір | Початковий ефір | Рейтинги Нільсена            | Рейтинги Нільсена | Рейтинги Нільсена    | Критичні відгуки   | Критичні відгуки |
| Серіал                   | Сезон | Сезон | Перший ефір     | Глядачів (млн.) | Останній ефір   | Глядачів (млн.) | Глядачів у середньому (млн.) | Ранг              | Рейтинг 18—49 (ранг) | Rotten Tomatoes    | Metacritic       |
| ------------------------ | ----- | ----- | --------------- | --------------- | --------------- | --------------- | ---------------------------- | ----------------- | -------------------- | ------------------ | ---------------- |
| Стріла                   |       | 1     | 10 жовтня 2012  | 4,14            | 15 травня 2013  | 2,77            | 3,68                         | 130               | 1,2 (125)            | 85 % (35 відгуків) | 73 (25 відгуків) |
| Стріла                   |       | 2     | 9 жовтня 2013   | 2,74            | 14 травня 2014  | 2,37            | 3,28                         | 128               | (119)                | 96 % (14 відгуків) | Н/Д              |
| Стріла                   |       | 3     | 8 жовтня 2014   | 2,83            | 13 травня 2015  | 2,83            | 3,52                         | 135               | 1,3 (111)            | 89 % (8 відгуків)  | Н/Д              |
| Стріла                   |       | 4     | 7 жовтня 2015   | 2,67            | 25 травня 2016  | 2,19            | 2,90                         | 145               | 1,1 (110)            | 85 % (10 відгуків) | Н/Д              |
| Стріла                   |       | 5     | 5 жовтня 2016   | 1,87            | 24 травня 2017  | 1,72            | 2,21                         | 147               | 0,8 (133)            | 90 % (19 відгуків) | Н/Д              |
| Стріла                   |       | 6     | 12 жовтня 2017  | 1,52            | 17 травня 2018  | 1,35            | 1,76                         | 181               | 0,6 (163)            | 79 % (7 reviews)   | Н/Д              |
| Флеш                     |       | 1     | 7 жовтня 2014   | 4,83            | 19 травня 2015  | 3,87            | 4,62                         | 118               | 1,7 (90)             | 93 % (60 відгуків) | 73 (27 відгуків) |
| Флеш                     |       | 2     | 6 жовтня 2015   | 3,58            | 24 травня 2016  | 3,35            | 4,25                         | 112               | 1,7 (69)             | 94 % (22 відгуки)  | 81 (4 відгуки)   |
| Флеш                     |       | 3     | 4 жовтня 2016   | 3,17            | 23 травня 2017  | 3,04            | 3,50                         | 120               | 1,4 (78)             | 86 % (20 відгуків) | 80 (4 відгуки)   |
| Флеш                     |       | 4     | 10 жовтня 2017  | 2,84            | 22 травня 2018  | 2,16            | 3,04                         | 151               | 1,1 (108)            | 76 % (18 відгуків) | Н/Д              |
| Супердівчина             |       | 1     | 26 жовтня 2015  | 12,96           | 18 квітня 2016  | 6,11            | 9,81                         | 39                | 2,4 (27)             | 92 % (72 відгуки)  | 75 (33 відгуки)  |
| Супердівчина             |       | 2     | 10 жовтня 2016  | 3,06            | 22 травня 2017  | 2,12            | 3,12                         | 129               | 1,0 (115)            | 92 % (20 відгуків) | 81 (4 відгуки)   |
| Супердівчина             |       | 3     | 9 жовтня 2017   | 1,87            | 18 червня 2018  | 1,78            | 2,82                         | 154               | 0,9 (125)            | 77 % (14 відгуків) | Н/Д              |
| Супердівчина             |       | 4     | 14 жовтня 2018  | [ 234 ]         | 19 травня 2019  |                 |                              |                   | [ 235 ]              | 87 % (7 відгуків)  | Н/Д              |
| Легенди завтрашнього дня |       | 1     | 21 січня 2016   | 3,21            | 19 травня 2016  | 1,85            | 3,16                         | 135               | 1,2 (104)            | 65 % (36 відгуків) | 58 (22 відгуки)  |
| Легенди завтрашнього дня |       | 2     | 13 жовтня 2016  | 1,82            | 4 квітня 2017   | 1,52            | 2,57                         | 141               | 0,9 (127)            | 87 % (9 відгуків)  | Н/Д              |
| Легенди завтрашнього дня |       | 3     | 10 жовтня 2017  | 1,71            | 9 квітня 2018   | 1,41            | 2,24                         | 170               | 0,8 (137)            | 88 % (7 відгуків)  | Н/Д              |

Після першого кросоверу «Стріла» / «Флеш» Браян Ловрі з «Variety» говорив про серіал-спіноф і кросовер, аплодуючи продюсерам за повторення успіху «Стріли», але зі «світлішим тоном» і «героєм зі справжніми суперсилами» у «Флеші», та називаючи кросовер відповідним моментом для кожного зацікавленого прийняти коротке, але заслужене коло перемоги. Ловрі також сказав, що кросовер «виконав відмінну роботу зі зближення двох серіалів, хоча, можливо, не тим способом, який збільшив би спільну аудиторію між ними набагато, ніж уже є». Мередіт Бордерс на Birth.Movies.Death. назвала кросоверні епізоди «кумедними» та сказала позитивно, що «сталося забагато непов'язаного з одним або іншим шоу — і це добре. Тоді як кросоверні епізоди були безперечно відкритими новим глядачам „Флеша“ чи „Стріли“ (чи обох, мабуть), з кожним епізодом, година якого добігає кінця, багато специфічного для шоу сюжетного матеріалу розвивалася без пояснень новачкам. Нові глядачі можуть іти разом і добре провести час, але досвідчені будуть нагороджені рухом основної сюжетної лінії».
Після випуску першого трейлера «Супердівчини» Пол Тассі написав для «Forbes» про те, чому він відчуває, що серіал повинен триматися окремо від мультивсесвіту Стріли: Він називав момент у фіналі третього сезону «Стріли», де Баррі Аллен коротко з'являється, але різко йде через «„Стріла“ має дати своїм персонажам вирішувати свої проблеми», «дивний момент», який показує «тріщини, [що] формуються, коли це просто два шоу, що мають регулярно працювати разом». Тассі потім зазначив подальші складності додавання «Супердівчини», кажучи: «Що більше шоу ви маєте, більше героїв вводите, то складніше продовжувати пояснювати, чому вони не завжди допомагають один одному. „Супердівчина“ вже має проблему, вбудовану з Суперменом, який не здається регулярним у шоу, і я впевнений, що буде багато виправдань, чому він надто зайнятий для допомоги Супердівчині в її останній битві. Додамо до міфології „Стріли“, „Флеша“ та „Легенд завтрашнього дня“, і це, можливо, забагато для жонглювання…. Я вважаю, що „Супердівчина“ заслуговує на запуск без „Стріли“ та „Флеша“ на плечах, і дозволу знайти себе до асиміляції у наявний всесвіт».
Зі прем'єрою «Легенд завтрашнього дня» Аліса Вокер зі ScreenRant обговорювала, як серіал «зашкодить „Стрілі“ та „Флешу“», зазначивши, що останній вимагав мінімального налаштування, коли відгалужувався від першого та мав елемент загадковості навколо якості зі «ставленням „чекати та дивитися“» від аудиторії, тоді як «Легенд» натомість зустріли з більшим хвилюванням задовго до випуску, через що кожна частка новин розглядала його «розрекламованим і зустрічала з фанфарами — на шкоду іншим залученим шоу». Вокер відчувала, що аудиторія знає, які персонажі з'являться в «Легендах» і як, взявши «гострі відчуття з історії» інших серіалів, оскільки така інформація зіпсувала деякі з майбутніх сюжетних поворотів, включно з воскресінням Сари Ленс або факту, що Рей Палмер «ніколи не міг дійсно загрожувати стосункам Олівера [Квіна] та Фелісіті [Смоак], чи довго керувати Palmer Technologies, оскільки було широко відомо, що він буде величезною частиною „Легенд“». На додачу, щорічний кросовер «Стріли» та «Флеша» страждав і від спроби встановити «Легенд», що було «забагато спитати від уже переповнених сюжетних ліній і закінчити почуттям наче вправа в синхронності, а продюсери саджають більше зернят, ніж могли б зібрати. Кросоверна подія більше не була кумедним способом контрастувати два шоу; тепер вона слугувала набагато більшій меті встановити цілком новий світ». Вокер заявила, що прем'єра «Легенд» «означає, що „Стріла“ та „Флеш“ можуть нарешті припинити виділяти так багато часу та сюжету на закладання основи для спін-офу, і знову почати зосереджуватися на основах власних шоу».
Після того, як кросовер «Інші світи» дражнив, що комікс «Криза на нескінченних Землях» буде адаптовано у кросовер 2019 року, Майк Чеккіні з Den of Geek заявив, «Мультивсесвіт Стріли стає найскладнішим і ризикованішим супергеройським всесвітом живої дії в історії. Так, він принаймні настільки ж великий і божевільний (можливо, навіть у дечому більше) за кіновсесвіт Marvel, і ми мали б найкраще насолоджуватися ним, доки він у нас є, оскільки навряд чи ми колись зноу побачимо настільки шалену любов DC Comics одночасно в одному місці».

## Інші медіа

### Книги коміксів
| Назва                   | Номер(и) | Дата(и) публікації | Дата(и) публікації | Сценарист(и) | Художник(и) |
| Назва                   | Номер(и) | Перша публікація   | Остання публікація | Сценарист(и) | Художник(и) |
| ----------------------- | -------- | ------------------ | ------------------ | --- | --- |
| «Стріла»                | 13       | 10 жовтня 2012     | 23 жовтня 2013     | Ендрю Крайсберг (№ 1—8) і Марк Гуггенхейм (№ 1—12, 0) | Серхіо Сандовал (№ 1—3, 5—6, 8, 10); Хорхе Джіменез (№ 1—3); Майк Грелл (№ 1—4, 6, 9—10) Ерік Нгуєн (№ 4, 9); Джуліан Тотіно Тедеско (№ 4); Ксерманіко (№ 5—7, 10—11) Омар Френсіа (№ 5, 8, 11); Пол С. Гас (№ 6, 8); Віктор Дружиніу (№ 6—8, 12) Ле Бо Андервуд (№ 7, 9); Аллан Джефферсон (№ 7, 9—12); Хуан Кастро (№ 7—8, 12) Віктор Дружиніу (№ 8, 12); Пол С. Гас (№ 8); Омер Френсіа (№ 8, 11); Джонас Тріндаде (№ 11—12) |
| «Стріла: Сезон 2.5»     | 12       | 8 жовтня 2014      | 9 вересня 2015     | Марк Гуггенхейм (№ 1—12); Юко Шімізу (№ 4); Кето Шімізу (№ 5) | Джо Беннетт (№ 1—5, 7—12); Джек Джадсон (№ 2); Крейг Юнг (№ 3—5, 7—12); Саймон Кудранскі (№ 4—7) |
| «Флеш: Нульовий сезон»  | 12       | 1 жовтня 2014      | 2 вересня 2015     | Ендрю Крайсберг (№ 1—10); Кетрін Валчак (№ 4); Брук Ейкмеєр (№ 4) Лорен Серто (№ 7—9); Кай Ву (№ 7—9); Філ Гестер (№ 10); Бен Соколовскі (№ 11); Стерлінг Гейтс (№ 12) | Ерік Гапстур і Філ Гестер (№ 1—4, 6—11); Маркус То (№ 5, 10); Ібрагім Мустафа (№ 12) |
| «Стріла: Темний лучник» | 12       | 13 січня 2016      | 15 червня 2016     | Джон Барроумен; Керол Бароумен; Марк Гуггенхейм; Ендрю Крайсберг | Деніел Сампере |
| «Пригоди Супердівчини»  | 6        | 11 травня 2016     | 20 липня 2016      | Стерлінг Гейтс | Бенгал (№ 1); Поп Мен і Джонбой Меєрс (№ 2); Рей Маккарті й Емануела Лупаччіно (№ 3); Кармен Карнеро (№ 4); Емма Вічелі (№ 5—6); Кет Стеггс (№ 5) |

### Книги

#### Романи
23 лютого 2016 року Titan Books видала «Стріла: Помста» — пов'язаний роман Оскара Балдеррами та Лорен Серто, який відбувається до та протягом другого сезону Стріли та деталізує походження Слейда Вілсона, Ізабель Рочев і Себастьяна Блуда, та як всі вони зрештою зустрінуться та співпрацюватимуть один з одним у битві з Олівером Квіном / Стрілою, як видно в телесеріалі. 29 листопада 2016 року Titan видала «Флеш: Переслідування Баррі Аллена» — пов'язаний роман Сюзан і Клея Гріффітів, який відбувається протягом другого сезону Флеша та четвертого — Стріли та деталізує, що відбувалося після закриття часової аномалії, що майже зруйнувала Централ-сіті, Баррі — старша версія себе, побитий і поранений, але до того, як може розмовляти, його двійник зникає. Баррі потім починає зазнавати глюків у своїх силах, моменти, що лишають його нерухомим і примарним на завданнях. Коли група його найгірших лиходіїв, включно зі Щуроловом, Погодним чарівником і Ку-ку, вирішують почати напад на нього, тому Баррі вирішує шукати допомоги в найнадійнішого союзника — Олівера Квіна / Зеленої стріли. Історія продовжується у «Стріла: Покоління гадюк» Сюзан і Клея Гріффітів, виданому Titan 28 березня 2017 року, що деталізує співпрацю команд Флеша та Стріли для усунення химерної енергії, що загрожує вбити Флеша. Коли пошуки приводять їх до Марковії, вони повинні пройти крізь армію найманців і вбивць для зустрічі з таємничим Каунтом Валленштайном.
Четвертий роман під назвою «Стріла: Фатальні спадщини» було видано в січні 2018 року. Написаний у співавторстві з виконавчим продюсером «Стріли» Марком Гуггенхеймом і Джеймсом Р. Туком, він відбувається між п'ятим і шостим сезонами «Стріли». П'ятий роман за участю лиходія «Флеша» Погодного чарівника та його спроб помсти було видано у травні 2018 року. Написаний Річардом А. Кнааком, роман називається «Флеш: Кліматичні зміни».
У травні 2017 було анонсовано, що Abrams Books видасть дві трилогії середньокласовихроманів для «Флеша» та «Супердівчини», написані Баррі Лігою та Джо Віттмор відповідно. Перший із цих рмоанів «Флеш: Фокус-покус» було видано 3 жовтня 2017 року. Роман відбувається в альтернативній часовій лінії, де події «Flashpoint» ніколи не відбувалися, і Флеш має битися з лиходієм, відомим як Фокус-покус, який може контролювати думки та дії людей. Сиквел «Флеш: Джонні Квік» було видано 3 квітня 2018 року, як і третій роман під назвою «Флеш: Близнюки Торнадо», виданий 2 жовтня 2018 року.
Друга з цих трилогій почалася в листопаді 2017 року «Супердівчиною: Доба Атлантиди». У романі Супердівчина має справу з напливом нових людей Націонал-сіті, які отримали силу, а також таємничою гуманоїдною морською істотою, захопленою ДЕО, яка, здавалося б, привертає нових людей із суперсилами. Сиквел «Супердівчина: Прокляття древніх» було видано 1 травня 2018 року з третім романом під назвою «Супердівчина: Майстер ілюзії», виданим 8 січня 2019 року.

#### Путівники
Першим випущеним путівником був «Стріла: Герої та лиходії» (англ. Arrow: Heroes and Villains) Ніка Ейреса, виданий Titan Books у лютому 2015 року. Описана як «супутниця» серіалу, книга містить розділи про різних персонажів серіалу, разом із описами, передісторіями, походженнями у книгах коміксів і «де вони перебувають станом на кінець другого сезону „Стріли“».
Продовження «Героїв і лиходіїв» того ж автора та видавця під назвою «Стріла: Досьє Олівера Квіна» (англ. Arrow: Oliver Queen's Dossier) було видано у жовтні 2016 року протягом п'ятого сезону серіалу. Книга подається як інформація, зібрана Зеленою стрілою та Фелісіті Смоак протягом чотирьох років їхньої активності. До книги включено «рукописні нотатки» та «поліцейські звіти» стосовно Зеленої стріли та його цілей.
У травні 2018 року Titan Books й Ейрес видали путівник, схожий на «Досьє Олівера Квіна», але для його сестринського серіалу «Флеш» із точки зору Циско Рамона. «S.T.A.R. Labs: Щоденник Циско Рамона» (англ. S.T.A.R. Labs: Cisco Ramon's Journal) складається з «його конфіденційних щоденникових записів, які охоплюють усе від його технічних дизайнів, лиходіїв та інших героїв, яких зустріла команда, особисті випробування команди та його власні здібності Вайба до Flashpoint».
Другий путівник для «Флеша» було видано в листопаді 2018 року, цього разу Abrams Books. «Таємні файли Баррі Аллена: Остаточне керівництво до хіт-телешоу» (англ. The Secret Files of Barry Allen: The Ultimate Guide to the Hit TV Show) містить «найтаємничіші нотатки» Флеша, а також «засекречені досьє S.T.A.R. Labs на кожного в Централ-Сіті», путівник по серіалу на перші чотири сезони та подробиці життя Флеша «за власними словами Баррі».
Схожий путівник для «Супердівчини» було випущено у березні 2019 року тим самим видавцем. «Супердівчина: Таємні файли Кари Денверс: Остаточне керівництво до хіт-телешоу» (англ. Supergirl: The Secret Files of Kara Danvers: The Ultimate Guide to the Hit TV Show) містить «детальні профілі на персонажів і суперсили, галерею героїв і лиходіїв, путівник по серіалу та більше» з перших трьох сезонів серіалу.

### Рекламні зв'язки

#### Кривава лихоманка
6 листопада 2013 року прем'єра шестиепізодного короткого серіалу під назвою «Кривава лихоманка» відбувалася разом із мовленням «Стріли», також і он-лайн. Серіал, представлений Bose, що показує продакт-плейсмент продуктів Bose, знімався на місці у Ванкувері, подібно до основного шоу. У міні-серіалі Емілі Бетт Рікардс, Колтон Гейнс і Пол Блекторн повторили свої ролі Фелісіті Смоак, Роя Гарпера та Квентіна Ленса відповідно. Епізоди відбуваються протягом другого сезону телесеріалу, показуючи прихід Роя до Queen Consolidated на зустріч із Олівером. Після його виходу Фелісіті каже Роєві чекати у вестибюлі. Коли Рой іде, офіцер Ленс телефонує Фелісіті, кажучи їй, що зразок крові, який поліція Старлінг-сіті знайшла на вігіланта та який Фелісіті знищила, знову сплив. Тоді Фелісіті гукає Роя за допомогою Оліверового голосового кодера, просячи його увірватися до лабораторії та повернути зразок. Фелісіті веде Роя лабораторією, де він має змогу повернути зразок. Коли Рой іде, лікарі входять до кімнати, здавалося б, ловлячи його. Він повідомляє Фелісіті. яка зламує систему PA будівлі та дає повідомлення про евакуацію, даючи Роєві шанс утечі. Рой вибирається з кімнати до її блокування та має змогу уникнути двох охоронців за допомогою Фелісіті та вийти з лабораторії. Рой повертається до Queen Consolidated і Фелісіті пропонує надіслати Роєві поштою отриманий зразок, щойно він іде на зустріч із Олівером.

#### Хроніки Циско: Запис 0419
19 квітня 2016 року прем'єра чотириепізодного короткого серіалу під назвою «Хроніки Циско» відбулася на AT&T. У серіалі Вальдес і Брітні Олдфорд повторюють свої ролі Циско Рамона та Шауни Бейз відповідно. Відбуваючись у другому сезоні телесеріалу, серіал показує спроби Циско зробити костюм Флеша куленепробивним і стійким до запаху тіла. Працюючи над цим, він отримує пізно вночі металюдську тривогу у S.T.A.R. Labs і дізнається, що Ку-ку спровокувала тривогу. Вона приходить до S.T.A.R. Labs, аби змусити Циско створити для неї зброю, як він зробив для Золотого планера, Капітана Холода та Гарячої хвилі. Коли він не співпрацює, вона стріляє в нього. Циско переживає постріл, виявляється, що апельсинова сода, яку він розлив на свою сорочку, була відсутнім каталізатором для куленепробивної формули. Циско намагається повернути Ку-ку до трубопроводу, але натомість вона блокує його в камері. Циско потім прокидається від дзвінка Баррі. Він вірить, що проспав увесь досвід, поки не знаходить на підлозі кулю. якою в нього стріляли.

#### Розтягнуті сцени
14 листопада 2017 року відбулася прем'єра триепізодного короткого серіалу, відомого як «Розтягнуті сцени». У серіалі, представленому Microsoft Surface, грають Хартлі Сойєр, Даніель Панабейкер і Кендіс Паттон у ролі Ральфа Дібні, Кейтлін Сноу й Айріс Вест відповідно. Відбуваючись протягом четвертого сезону шоу, він показує, як Дібні постійно набридає Кейтлін та Айріс допомогою чи увагою. Прем'єра короткого серіалу відбулася он-лайн, як і протягом комерційних перерв епізодів «Коли Гаррі зустрів Гаррі…», «Тому я є» і «Не біжи».